# Dennis Haar
Dennis Haar (Deventer, 5 oktober 1976) is een Nederlands voetbalcoach.

## Trainerscarrière
Vanaf het seizoen 2011/2012 was Haar assistent-trainer van AZ na het vertrek van Michel Vonk, die hoofdtrainer van Sparta Rotterdam werd. Ook werd Haar in dat seizoen hoofdtrainer van Jong AZ. Hiervoor had hij al AZ onder 19 onder zijn hoede.
Op 5 mei 2017 werd bekendgemaakt dat Haar de nieuwe hoofdtrainer werd van Jong PSV. Hij tekende een contract voor twee seizoenen bij de Eindhovenaren.
Begin 2019 maakte Haar bekend dat hij na het seizoen 2018/2019 zou vertrekken als hoofdtrainer van Jong PSV, omdat Haar weer samen kon gaan werken met John van den Brom bij FC Utrecht als assistent-trainer, wat hij ook al was met Van den Brom bij AZ. Bij FC Utrecht tekende hij tot medio 2022.
Nadat Van den Brom in november 2020 zelf opstapte bij Utrecht om trainer te worden van het Belgische KRC Genk, maakte Haar mee de overstap. Op 25 oktober 2021 kwam er echter een eind aan het verhaal van Dennis bij die club. Na vijf opeenvolgende nederlagen besloot het bestuur afscheid van hem te nemen.
In 2022 stelt SC Cambuur Haar aan als trainer tot het einde van de competitie in de Eredivisie 2021/22 als vervanger van de zieke Henk de Jong.

## Trivia
Dennis Haar is de zoon van Martin Haar, een Nederlandse voetbaltrainer en voormalig voetballer.